# Благополучие животных
Благополучие животных (англ. Animal welfare, также благосостояние животных) — термин, впервые появившийся в протоколе к Амстердамскому договору от 1997 года.

## Европейский союз
Протокол «О защите и благосостоянии животных» вводит новые принципы деятельности ЕС в этой сфере. Он признаёт животных существами, имеющими чувства, и обязывает европейские институты, разрабатывая и реализуя политику Сообщества, заботиться об их благосостоянии.
Законодательство регулирует вопросы благосостояния животных в трёх сферах: выращивание, перевозки и забой животных. Главный принцип заключается в том, чтобы не наносить животным никаких дополнительных страданий. С общей стратегией пищевой безопасности включено требование учитывать благосостояние животных и в других отраслях политики (сельское хозяйство, транспорт, внутренний рынок и исследовательская деятельность).
Сотрудничая с соответствующими государственными структурами стран-членов, Инспекция в области пищевых продуктов и ветеринарии следит за соблюдением законов Сообщества.

## Определение термина
Благосостояние животных — это комплексный термин, который даёт нам понимание состояния животного в текущее время. Говоря о благосостоянии животных, речь идет о состоянии животного с позиции самого животного, и зависит от многих факторов.
«Мы должны определить благосостояние таким образом, чтобы это можно было легко связать с такими понятиями как потребности, свобода, счастье, приспособления, контроль, предсказуемость, ощущение, страдания, боль, волнение, страх, скука, стресс и здоровье».
Определение благосостояния животных является комплексным и может трактоваться с трёх различных точек зрения. Первое определение имеет отношение к физическому состоянию животного (гомеостаз). Второе определение выделяет психическое состояние животного (ощущения). И, наконец, третье определение трактует благосостояние с позиции естественности (телос). Ученые, занимающиеся проблемами благосостояния склонны выражать различные точки зрения относительно того, что является важным в определении благосостояния животных.

### Физическое состояние
По определению Фрезера и Брума, «благосостояние характеризует состояние животного в его попытках приспособиться к собственной среде обитания.»
МакГлон считает, что животное находится в плохом состоянии с точки зрения благосостояния только в том случае, если физиологические системы возбуждены до такой степени, что под угрозу поставлены выживание и репродукция.

### Психическое (ментальное) состояние
По мнению проф. Яна Дункана, «… Ни здоровье, ни отсутствие стрессов, ни физическое соответствие нормам не могут рассматриваться как обязательные и/или достаточные основания для того, чтобы определить, что животное имеет хорошее благосостояние. Благосостояние зависит от того, что животное чувствует.»

### Естественность
Философ Бернард Роллин считает, что «под благосостоянием мы должны понимать не только лишение животных боли и страданий, но и всяческое содействие ей в проявлении собственной животной природы, которую я называю „телос“»..

## История
Благополучие животных впервые упомянуто в законодательстве в 1641 г, когда английские колонии Массачусетс приняли закон, согласно которому «никто не имеет права осуществлять тиранию или жестокость по отношению к животным, окружающим человека».
В 1911 году под давлением общественности был принят специальный закон, «Акт защиты животных», который предусматривал наказание за причинение физических страданий и за психическое издевательство над животным.
Несмотря на все несовершенство закона 1911 года и расплывчатость его формулировок, он лежит в основе современного законодательства Великобритании в области защиты животных; близкие по содержанию законы приняты в ряде других стран: в Швейцарии, Германии, Франции, Нидерландах, Швеции, Норвегии.
В 1976 году была принята «Инструкции по соблюдению благополучия продуктивных животных 2000», главы из которого стали основой рекомендаций ЕС.